# Герасименко, Людмила Назаровна
Людмила Назаровна Герасименко (1931, Минск — 26 декабря 1942, Минск) — белорусский пионер-герой. Дочь известного подпольщика Н. Е. Герасименко.

## Биография
Отец Люси, Назар Герасименко, являлся активным участником коммунистического подполья оккупированного Минска. Дочь всячески помогала отцу: выполняла роль связного, дежурила на конспиративной квартире, выполняла мелкие поручения.
В начале октября 1942 года семья Герасименко была арестована фашистами. Спустя почти три месяца пыток и допросов все члены семьи были казнены через расстрел.

## Память
В Книгу почёта Белорусской республиканской пионерской организации имени В. И. Ленина было занесено имя Люси Герасименко. В городе Минске, в музее Великой Отечественной войны находится портрет юной героини Люси Герасименко. Имя Люси Герасименко носили множество пионерских дружин в республиках СССР.